# Гайдук Микола
Микола Гайдук (*29 травня 1933, Кобилянка — †2 вересня 1998) — білоруський письменник, журналіст, краєзнавець, педагог.

## Біографія
Народився в селі Кобилянка, тепер Білостоцьке воєводство Польща, в селянській сім'ї. Закінчив загальноосвітній ліцей у містечку Міхалово (1951). Два роки працював у районному управлінні. З 1953 року навчався в СРСР на філологічних факультетах в університеті Ростова-на-Дону та Санкт-Петербурзькому державному університеті. Закінчивши БДУ (1959) працював у загальноосвітньому ліцеї імені Броніслава Тарашкевича, з мовою навчання білоруською, у Більськ-Підляському спочатку як вчитель білоруської та латинської мов, з 1965 року — директор ліцею. У 1959—1964 водночас викладав білоруську літературу на білоруському відділенні заочної вчительської студії у Білостоку. З 1971 року працював у газеті «Нива» (Білосток), у 1971—1986 — публіцист, у 1986—1988 — заступник головного редактора. Член Білоруського літературного об'єднання «Білавежа» (з 1958). Член Союзу польських письменників (з 1985).

## Творчість
У 1957 році дебютував у пресі віршем білоруською мовою (газета «Нива»). Автор збірки віршів білоруською мовою «Тиша» (Білосток, 1988), оповідань, казок, повістей і історичних есе «Тризна», «Порятунок», «Брестська унія». Видав польською мовою «Біловезькі уявлення» (Білосток, 1990). Виступав як публіцист, літературознавець і перекладач поезії з польської на білоруську мову. Опублікував близько 600 власних записів білоруських пісень з нотами і краєзнавчий словник. Зібрав в околицях Біловежі і опрацював збірник білоруських народних казок, легенд і уявлень «Про що шумить Біловезька пуща» (1982). Співавтор (з Л. Гайдук) підручників з білоруської мови для 3, 4, 5 класів (1962—1987; по 3 видання) і «Граматики білоруської мови для 5-8 класів білоруської початкової школи» (1975).
Нагороджений орденами Кавалерського хреста ордена Відродження Польщі, Золотим хрестом і Срібним хрестом заслуги і медалями. Заслужений діяч культури Польщі (1986).